# Sergio Aguza
Sergio Aguza Santiago (Sant Boi de Llobregat, 2 settembre 1992) è un calciatore spagnolo, centrocampista del Fuenlabrada.

## Carriera
Arrivato nel settore giovanile del Real Madrid nel 2008, nel 2013 viene inserito nella rosa del Castilla, di cui diventa anche il capitano. Il 31 luglio 2015 passa al MK Dons, con cui firma un biennale Impiegato solo in Coppa di Lega, il 16 gennaio 2016 si svincola dal club inglese e due giorni dopo viene tesserato dal Ponferradina. Il 7 luglio seguente passa all'Alcorcón, con cui resta fino al 31 gennaio 2017, data in cui si trasferisce al Córdoba. Il 13 luglio 2018, rimasto svincolato, firma un biennale con l'Almería.

## Statistiche

### Presenze e reti nei club
Statistiche aggiornate al 22 gennaio 2021.
| Stagione                    | Squadra                     | Campionato                  | Campionato | Campionato | Coppe nazionali | Coppe nazionali | Coppe nazionali | Coppe continentali | Coppe continentali | Coppe continentali | Altre coppe | Altre coppe | Altre coppe | Totale | Totale |
| Stagione                    | Squadra                     | Comp                        | Pres       | Reti       | Comp            | Pres            | Reti            | Comp               | Pres               | Reti               | Comp        | Pres        | Reti        | Pres   | Reti   |
| --------------------------- | --------------------------- | --------------------------- | ---------- | ---------- | --------------- | --------------- | --------------- | ------------------ | ------------------ | ------------------ | ----------- | ----------- | ----------- | ------ | ------ |
| 2013-2014                   | Real Madrid Castilla        | SD                          | 23         | 2          | -               | -               | -               | -                  | -                  | -                  | -           | -           | -           | 23     | 2      |
| 2014-2015                   | Real Madrid Castilla        | SDB                         | 23         | 5          | -               | -               | -               | -                  | -                  | -                  | -           | -           | -           | 23     | 5      |
| Totale Real Madrid Castilla | Totale Real Madrid Castilla | Totale Real Madrid Castilla | 46         | 7          |                 | -               | -               |                    | -                  | -                  |             | -           | -           | 46     | 7      |
| 2015-gen. 2016              | MK Dons                     | FLC                         | 0          | 0          | FACup+CdL       | 0+3             | 0               | -                  | -                  | -                  | -           | -           | -           | 3      | 0      |
| gen.-giu. 2016              | Ponferradina                | SD                          | 13         | 3          | CR              | -               | -               | -                  | -                  | -                  | -           | -           | -           | 13     | 3      |
| 2016-gen. 2017              | Alcorcón                    | SD                          | 15         | 0          | CR              | 2               | 0               | -                  | -                  | -                  | -           | -           | -           | 17     | 0      |
| gen.-giu. 2017              | Córdoba                     | SD                          | 16         | 0          | CR              | -               | -               | -                  | -                  | -                  | -           | -           | -           | 16     | 0      |
| 2017-2018                   | Córdoba                     | SD                          | 32         | 3          | CR              | 1               | 0               | -                  | -                  | -                  | -           | -           | -           | 33     | 3      |
| Totale Córdoba              | Totale Córdoba              | Totale Córdoba              | 48         | 3          |                 | 1               | 0               |                    | -                  | -                  |             | -           | -           | 49     | 3      |
| 2018-2019                   | Almería                     | SD                          | 14         | 1          | CR              | 2               | 1               | -                  | -                  | -                  | -           | -           | -           | 16     | 2      |
| 2019-2020                   | Almería                     | SD                          | 26         | 3          | CR              | 1               | 0               | -                  | -                  | -                  | -           | -           | -           | 27     | 3      |
| Totale Almería              | Totale Almería              | Totale Almería              | 40         | 4          |                 | 3               | 1               |                    | -                  | -                  |             | -           | -           | 43     | 5      |
| 2020-gen. 2021              | FC Cartagena                | SD                          | 13         | 0          | CR              | 1               | 0               | -                  | -                  | -                  | -           | -           | -           | 14     | 0      |
| gen.-giu. 2021              | Ponferradina                | SD                          | 0          | 0          | CR              | -               | -               | -                  | -                  | -                  | -           | -           | -           | 0      | 0      |
| Totale Ponferradina         | Totale Ponferradina         | Totale Ponferradina         | 13         | 3          |                 | 0               | 0               |                    | -                  | -                  |             | -           | -           | 13     | 3      |
| Totale carriera             | Totale carriera             | Totale carriera             | 210        | 22         |                 | 10              | 1               |                    | -                  | -                  |             | -           | -           | 220    | 23     |